# Ghindeni
Ghindeni é uma comuna romena localizada no distrito de Dolj, na região de Oltênia. A comuna possui uma área de 29.34 km² e sua população era de 1802 habitantes segundo o censo de 2007.